# Nénette et Boni
Nénette et Boni is een Franse dramafilm uit 1996 onder regie van Claire Denis. Ze won met deze film de Gouden Luipaard op het filmfestival van Locarno. De Britse band Tindersticks was verantwoordelijk voor de soundtrack.

## Verhaal
Nénette en Boni zijn zus en broer. Ze zijn afzonderlijk opgevoed, omdat hun ouders gescheiden zijn. Boni is opgegroeid tot een eenzame en agressieve jongen. Nénette zit op een kostschool. Op een dag staat de vijftienjarige  weggelopen Nénette op de stoep bij haar broer. Ze blijkt zwanger te zijn.

## Rolverdeling
| Acteur                 | Personage                |
| ---------------------- | ------------------------ |
| Grégoire Colin         | Boni                     |
| Alice Houri            | Nénette                  |
| Jacques Nolot          | Mijnheer Luminaire       |
| Valeria Bruni Tedeschi | Bakkersvrouw             |
| Vincent Gallo          | Vincenzo Brown           |
| Malek Brahimi          | Malek                    |
| Gérard Meylan          | Oom                      |
| Sébastien Pons         | Vriend van Boni          |
| Mounir Aïssa           | Vriend van Boni          |
| Christophe Carmona     | Vriend van Boni          |
| Djellali El'Ouzeri     | Vriend van Boni          |
| Alex Descas            | Gynaecoloog              |
| Jamila Farah           | Vroedvrouw               |
| Agnès Regolo           | Radioloog                |
| Pépette                | Maatschappelijk werkster |